# A-100
A-100 – prototypowy, rosyjski samolot wczesnego ostrzegania budowany na bazie Ił-76.

## Historia

### Geneza
Korzenie projektu A-100 sięgają 1999 roku, gdy Chiny rozpoczęły program budowy samolotu Xi’an KJ-2000. Był on efektem fiaska samodzielnej próby wybudowania efektywnego systemu ostrzegania i kontroli powietrznej, którą był projekt Shaanxi KJ-1. Porażka skłoniła chińskich decydentów do sięgnięcia po pomoc z zagranicy. Do współpracy zaproszono izraelską firmę ELTA Systems Ltd. Jej radar Elta EL/M-205 Phalcon z anteną typu AESA (radar z aktywnym skanowaniem fazowym) miał stać się sercem nowego systemu wykrywania i dozoru przestrzeni powietrznej, zainstalowanego na samolocie A-50, oznaczonym jako A-50I. Pojedynczy A-50 został zakupiony w Rosji przez stronę izraelską i trafił do Chin. Następnie w październiku 1999 roku samolot dotarł do Izraela w celu rozpoczęcia modernizacji. Maszyna otrzymała znaki rejestracyjne 4X-AGI i numer boczny 762. Chińskie plany zakładały pozyskanie czterech maszyn A-50. Chińsko-izraelska współpraca zakończyła się niepowodzeniem, gdyż w 2000 roku Izrael wycofał swoje wsparcie. Powodem była silna presja Stanów Zjednoczonych, sprzeciwiających się transferowi izraelskiej technologii do Państwa Środka. Tym niemniej projekt A-50I nie został zakończony, gdyż zainteresowanie samolotem wyrazili przedstawiciele Indyjskich Sił Powietrznych, którzy w 2000 roku zapoznali się z projektem. W efekcie Indie zamówiły trzy maszyny w październiku 2003 roku z izraelską stacją radiolokacyjną IAI EL/W-2090 oraz kolejne dwie w 2016 roku. Samoloty otrzymały oznaczenie A-50EI. W 2000 roku grupa specjalistów Berijewa oraz firmy Afus przygotowała techniczną propozycję samolotu odpowiadającego standardem A-50I/EI, ale tym razem przeznaczonego dla rodzimych sił powietrznych i wyposażonych w system oparty na rosyjskich rozwiązaniach technicznych. Wówczas to po raz pierwszy pojawiło się oznaczenie A-100. Pomimo tego, iż głównym odbiorcą miały być rosyjskie siły powietrzne, samolot z oznaczeniem A-100I zaproponowano Chinom. Za wyposażenie zadaniowe nowego samolotu miała być odpowiedzialna rosyjska firma NPO Wega-M wraz z Centrum Naukowo-Technicznym "Zawod Leninniec". W kwietniu 2004 roku, po dwóch latach zawieszenia realizacji projektu w oczekiwaniu na źródła finansowania i analizach wykonalności i celowości całego projektu, prezydent rosyjskiej federacji wydał dekret nakazujący opracowanie nowego wielofunkcyjnego lotniczego kompleksu rozpoznania radiolokacyjnego i naprowadzania MAK RŁDN A-100 (ros. Mnogofunkcyonalnyj Awiacjonnyj Kompleks Razwiedki, Opowieszczenija i Uprawlenija).

### Projekt
A-100 ma w przyszłości uzupełnić, a docelowo zastąpić używane obecnie maszyny A-50 oraz A-50U. Samolot powstaje na bazie najnowszej wersji Ił-76, wersji Ił-76MD-90A. Program A-100 znany pod kryptonimem OKR Premier (ros. Opytno-Konstruktorskije Raboty) został zakontraktowany przez rosyjskie Ministerstwo Obrony 8 czerwca 2006 roku z rosyjską firmą Wega, która jest odpowiedzialna za systemy zadaniowe nowej maszyn. Równocześnie podjęto decyzję, że nowy system zadaniowy nie będzie modernizacją radiolokatora Szmiel-M znanego z A-50, a zupełnie nową konstrukcją. W maju 2007 roku podpisano umowę z wykonawcą projektu samolotu biurem Berijewa. A-100 będzie wyposażony w nowy system radiolokacyjny Premier opracowany przez firmę Wega. Obrotowa antena radaru z aktywnym skanowaniem elektronicznym umieszczona jest na dwóch wspornikach nad kadłubem. Ma obracać się dwa razy szybciej (12 obrotów na minutę) niż obecnie stosowany system Szmiel na samolotach A-50. Dzięki takiemu rozwiązaniu zwiększy się skuteczność śledzenia i lokalizacji celów poruszających się z dużą prędkością. Radiolokator pracuje w paśmie S (2–4 GHz) ma aktywne skanowanie elektroniczne w kącie podniesienia i mechaniczne w azymucie. Opierając się na charakterystyce przyszłej wersji eksportowej A-100E, producent zapewnia o możliwości śledzenia do 300 dużych (bombowce) celów powietrznych w odległości do 600 – 650 km w locie na dużej wysokości i w odległości 215 km dla małych celów (samoloty myśliwskie) oraz celów morskich z odległości 400 km. A-100E ma mieć możliwość naprowadzania równocześnie trzydziestu własnych samolotów myśliwskich jak również własnych pocisków rakietowych na wybrane cele.
Obok systemów rozpoznania powietrznego, samolot ma zostać wyposażony w instalację do rozpoznawania sygnałów radioelektronicznych, system samoobrony BKO-76, będący zmodernizowaną wersją systemu przeznaczonego dla samoobrony wersji transportowej samolotu. W skład wyposażenia mają wchodzić wyrzutniki pułapek termicznych i radiolokacyjnych. System powiadamiania załogi o opromieniowaniu promieniowaniem radiolokacyjnym. Systemy komunikacji i wymiany danych, również łączności satelitarnej.
System Premier po raz pierwszy został uruchomiony w locie 21 kwietnia 2017 roku. Prototypowy samolot był budowany na platformie A-50 w Taganrogu i otrzymał oznaczenie A-101. Docelowo, nosicielami systemu wczesnego ostrzegania będzie najnowsza wersja Ił-76, maszyna Ił-76MD-90A. Niestety dla projektu prace nad nowym nosicielem systemu, Ił-76MD-90A, przedłużały się. Projektowanie nowego płatowca zakończono dopiero w 2010 roku, a ukończony prototyp oblatano we wrześniu 2012 roku. Dlatego też w 2013 roku podjęto decyzję o rezygnacji z budowy prototypu na platformie A-50 i rozpoczęciu prac bezpośrednio na docelowym Ił-76MD-90A. 21 listopada 2014 roku zakład Aviastar-SP z Ulianowska, przekazał Beriewowi Iła-76MD-90A o numerze 01-03 i rejestracji 78651. 9 grudnia 2013 roku rozpoczęto również nowy program badawczy mający na celu modyfikacje systemu Premier oznaczony jako Premier-476. Zmieniono również podwykonawcę odpowiedzialnego za budowę radaru. Zamiast firmy Zawod Leniniec z Petersburga budowę radaru realizuje Wega wspólnie z Instytutem Naukowo-Badawczym Radiołączności z Rostowa nad Donem.
W latach 2015–2016 jedna z maszyn A-50 została przebudowana na latające laboratorium służące przetestowaniu w warunkach praktycznych systemu Premier. Samolot otrzymał oznaczenie A-100LŁ. A-100LŁ, po raz pierwszy wzbił się w powietrze w październiku 2016 roku, nie mając na swoim pokładzie systemu Premier, zainstalowanego na samolocie w roku kolejnym.
18 listopada 2017 roku dokonano oblotu maszyny. Maszyna wzbiła się w powietrze z należącego do Berijewa lotniska w Taganrogu o czym poinformowali przedstawiciele producenta systemu radiolokacyjnego, firmy Wega. Samolot nie posiadał na swoim pokładzie wszystkich elementów systemu Premier, których instalacje ukończono w sierpniu 2018 roku. Oblot samolotu rozpoczął pierwszy etap prób i sprawdzenia podstawowych właściwości pilotażowo-techniczych. W lutym 2019 rozpoczęto drugi etap prób a w 2020 roku kolejny, zasadniczy, mający na celu sprawdzenie systemu zadaniowego Premier. Według wstępnych planów pierwsze samoloty seryjne mają trafić do służby w 144. Pułku Lotniczym Samolotów Dalekiego Rozpoznania Radiolokacyjnego w 2022 roku.
22 lutego 2022 roku, w powietrze wzbił się A-100, na pokładzie którego podczas lotu, po raz pierwszy uruchomiono kompleks radiotechniczny. Próba przebiegała bez zakłóceń. Podczas lotu, obok weryfikacji działania systemu Premier, sprawdzono również funkcjonowanie awioniki maszyny, w warunkach wysokiego promieniowania elektromagnetycznego. Wszystkie systemy pokładowe działały prawidłowo